# Syosset
Syosset (prononcé en anglais : [saɪˈɑsɪt]) est une zone urbaine (hamlet) de l’État de New York aux États-Unis, au sein de la ville de Oyster Bay, comté de Nassau. Sa population est de 18 544 personnes (recensement de 2000). 
S’étendant sur une superficie d’environ 12,9 km2, constituée uniquement de terre ferme, Syosset a une densité de population de 1 438 habitants au km2.

## Divers
Les personnes suivantes sont nées à Syosset :
- Judd Apatow, réalisateur, scénariste et producteur.
- Suzanne Bird, joueuse américaine de basket-ball, évoluant au poste d’arrière.
- Idina Menzel, actrice américaine.
- Rob Scuderi, joueur de hockey sur glace de la Ligue nationale de hockey.
- Shannon MacMillan, joueuse de soccer américaine championne olympique et du monde